# Marc Surer
Marc Surer (1951. szeptember 18. –) svájci autóversenyző, volt Formula–1-es pilóta.

## Pályafutása
1979-ben Európa-bajnok lett a Formula–2 kategóriában, és 3 Formula–1 nagydíjon is részt vett az Ensign csapat kötelékében. 1980-ban az ATS versenyzője lett, de a dél-afrikai nagydíjon súlyos bokasérülést szenvedett. 1982-ben újabb súlyos balesetet szenvedett tesztelés közben, de ekkor már az Arrows-nál dolgozott. Felgyógyulása után egészen 1984 végéig a csapatnál maradt. 1985-ben a Brabham-BMW igazolta le François Hesnault helyére, Nelson Piquet csapattársának. 1986-ban visszatért az Arrows-hoz. Pályafutásának egy újabb baleset vetett véget, egy Ford RS200 ralikocsival karambolozott. Társa életét vesztette, Surer pedig súlyos égési sérüléseket szenvedett. A kilencvenes évek végén a BMW túrakocsi-programjának menedzsere volt.

Legjobb futameredménye: 4. helyezés az 1981-es Formula–1 brazil nagydíjon és az 1985-ös Formula–1 olasz nagydíjon

Legjobb összetett eredménye: 13. helyezés 1985-ben

## Eredményei
Teljes Formula–1-es eredménylistája
(Táblázat értelmezése)

(Félkövér: pole-pozícióból indult; dőlt: leggyorsabb kört futott) 

| Év   | Csapat   | 1      | 2      | 3      | 4      | 5      | 6      | 7      | 8      | 9      | 10     | 11     | 12     | 13     | 14     | 15     | 16     | Helyezés | Pont |
| ---- | -------- | ------ | ------ | ------ | ------ | ------ | ------ | ------ | ------ | ------ | ------ | ------ | ------ | ------ | ------ | ------ | ------ | -------- | ---- |
| 1979 | Ensign   | ARG    | BRA    | RSA    | USW    | ESP    | BEL    | MON    | FRA    | GBR    | GER    | AUT    | NED    | ITA NK | CAN NK | USA Ki |        | HN       | 0    |
| 1980 | ATS      | ARG Ki | BRA 7  | RSA NI | USW    | BEL    | MON    | FRA Ki | GBR Ki | GER 12 | AUT 12 | NED 10 | ITA Ki | CAN NK | USA 8  |        |        | 22.      | 0    |
| 1981 | Ensign   | USW Ki | BRA 4  | ARG Ki | SMR 9  | BEL 11 | MON 6  | ESP    |        |        |        |        |        |        |        |        |        | 16.      | 4    |
| 1981 | Theodore |        |        |        |        |        |        |        | FRA 12 | GBR 11 | GER 14 | AUT Ki | NED 8  | ITA NK | CAN 9  | LVS Ki |        | 16.      | 4    |
| 1982 | Arrows   | RSA    | BRA    | USW    | SMR    | BEL 7  | MON 9  | DET 8  | CAN 5  | NED 10 | GBR Ki | FRA 13 | GER 6  | AUT Ki | SUI 15 | ITA Ki | LVS 7  | 21.      | 3    |
| 1983 | Arrows   | BRA 6  | USW 5  | FRA 10 | SMR 6  | MON Ki | BEL 11 | DET 11 | CAN Ki | GBR 17 | GER 7  | AUT Ki | NED 8  | ITA 10 | EUR Ki | RSA 8  |        | 15.      | 4    |
| 1984 | Arrows   | BRA 7  | RSA 9  | BEL 8  | SMR Ki | FRA Ki | MON NK | CAN Ki | DET Ki | DAL Ki | GBR 11 | GER Ki | AUT 6  | NED Ki | ITA Ki | EUR Ki | POR Ki | 20.      | 1    |
| 1985 | Brabham  | BRA    | POR    | SMR    | MON    | CAN 15 | DET 8  | FRA 8  | GBR 6  | GER Ki | AUT 6  | NED 10 | ITA 4  | BEL 8  | EUR 13 | RSA Ki | AUS Ki | 13.      | 5    |
| 1986 | Arrows   | BRA Ki | ESP Ki | SMR 9  | MON 9  | BEL 9  | CAN    | DET    | FRA    | GBR    | GER    | HUN    | AUT    | ITA    | POR    | MEX    | AUS    | 26.      | 0    |